# Cercle artistique de Huy

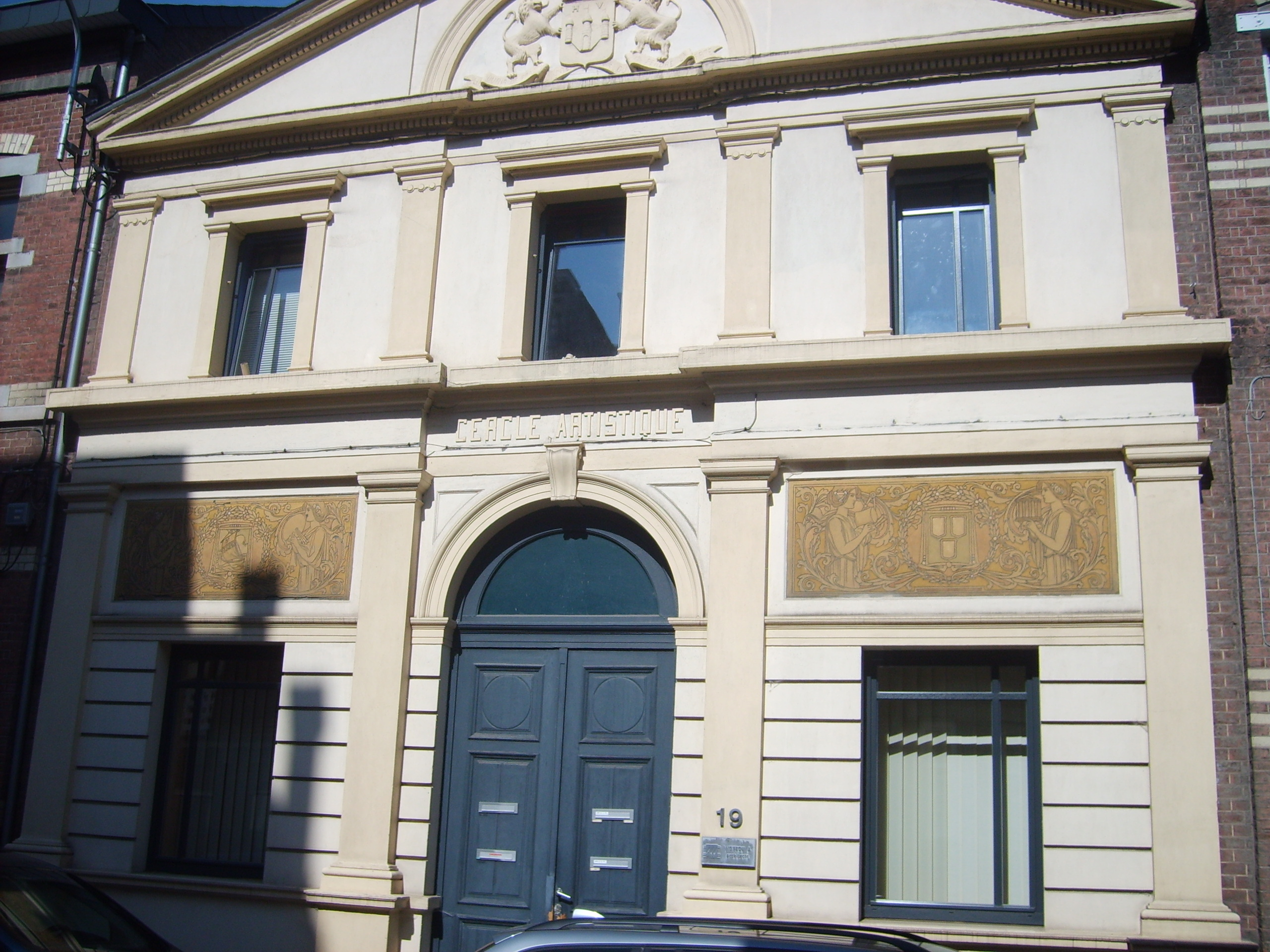
Le Cercle artistique de Huy

Le Cercle artistique de Huy est un bâtiment de style néo-classique orné de deux grands sgraffites (Art nouveau) de Paul Cauchie.

## Description
Lors de sa construction en 1908-1909, ce cercle artistique s'appelait l'Essor de Huy. Il était fréquenté, entre autres, par le peintre Léon Tombu (Andenne, 1866 - Bruxelles, 1958). Cet immeuble se trouve au no 19 de la rue de France à Huy (Province de Liège - Région wallonne) à plus ou moins 600 m. au nord de la Grand-Place de Huy.
La façade est de style néo-classique, symétrique, composée de deux niveaux et de trois travées délimitées par des pilastres plats. Elle est enduite de couleurs ocre et beige. La partie centrale et supérieure de la façade forme un fronton représentant deux lions tenant des armoiries sous un demi cercle.

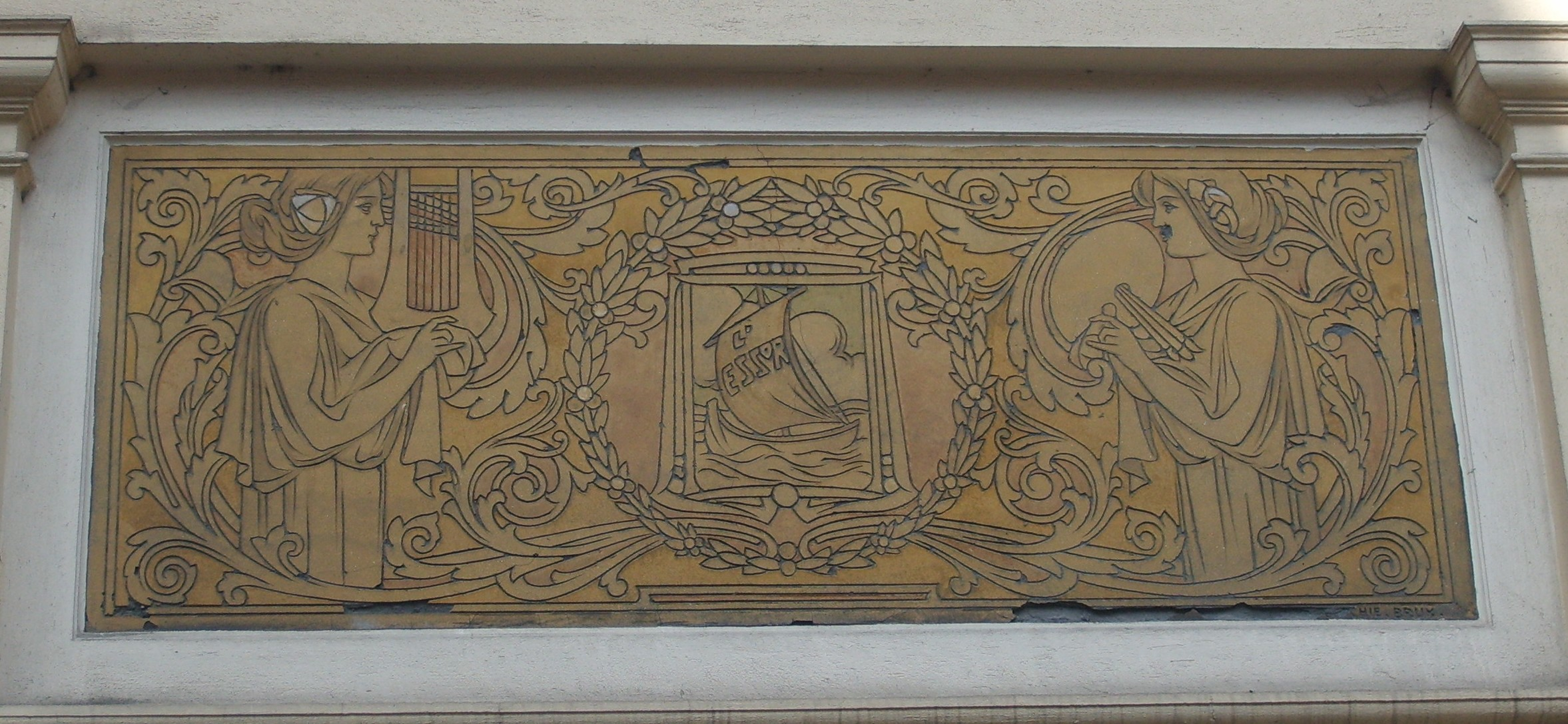
sgraffite gauche

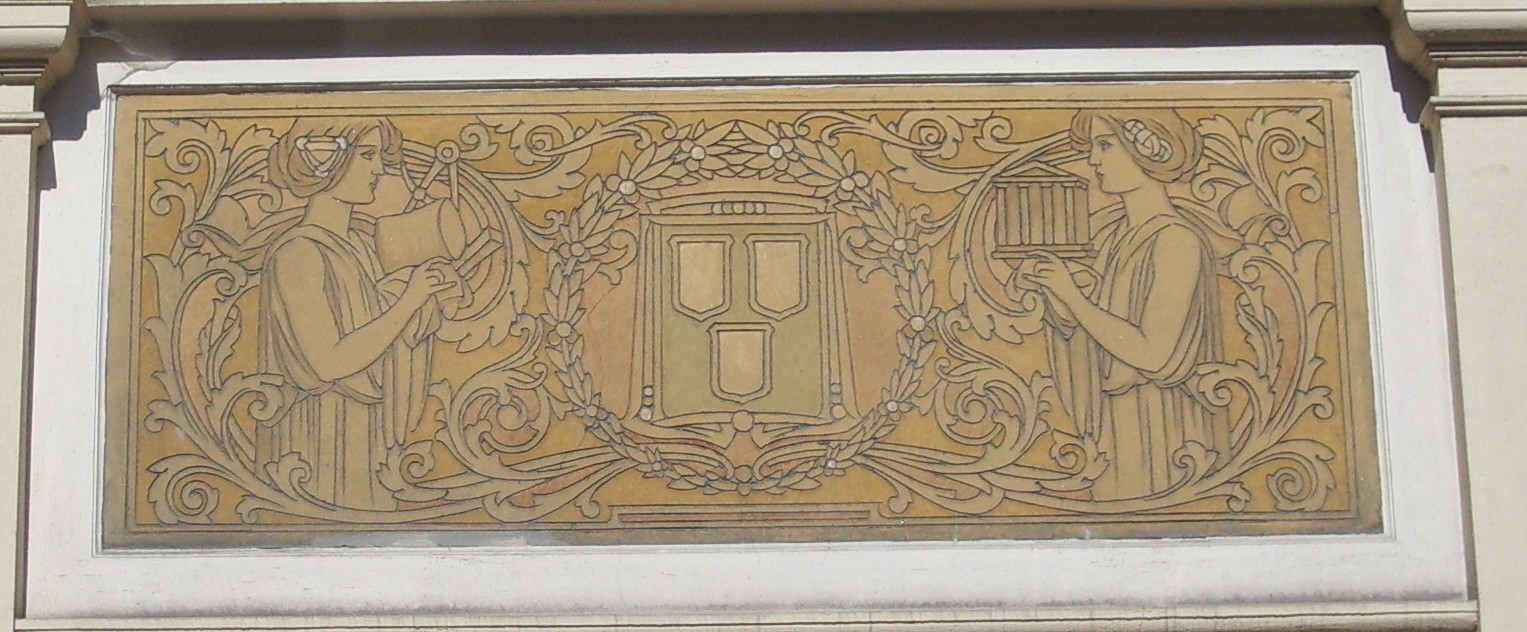
sgraffite droit

## Les sgraffites
Mais les éléments les plus remarquables de cette façade sont les deux grands sgraffites présents au tympan des baies du rez-de-chaussée. Ils sont l'œuvre d'un des maîtres en la matière : Paul Cauchie, auteur de la Maison Cauchie à Bruxelles.
Le sgraffite de gauche représente un modeste voilier du nom de l'Essor (le nom du Cercle) entouré par deux muses drapées symbolisant la musique et la peinture. Le voilier est encadré et cerclé d'une couronne de lauriers. La partie inférieure de ce sgraffite est légèrement endommagée. Le sgraffite est un élément décoratif de l'Art nouveau.
À droite, le même schéma se répète avec, au centre du sgraffite, des armoiries et, de chaque côté, une muse représentant cette fois le dessin et l'architecture. Quoi de plus normal pour un Cercle artistique.

## Autres réalisations Art nouveau
Pour les amateurs, on remarquera dans cette même rue de France des immeubles comprenant des éléments de style Art nouveau aux no 15, 16/18 et 30 ainsi qu'au no 29 de la rue d'Angleterre toute proche.